# Веллі Тауншип (округ Честер, Пенсільванія)
Веллі Тауншип (англ. Valley Township) — селище (англ. township) в США, в окрузі Честер штату Пенсільванія. Населення — 7985 осіб (2020).

## Демографія
Згідно з переписом 2010 року, у селищі мешкали 6794 особи в 2656 домогосподарствах у складі 1870 родин. Було 2828 помешкань
Расовий склад населення:
| - 67,9 % — білих - 23,8 % — чорних або афроамериканців - 1,5 % — азіатів - 0,2 % — корінних американців - 2,6 % — осіб інших рас |

До двох чи більше рас належало 3,8 %. Частка іспаномовних становила 7,5 % від усіх жителів.
За віковим діапазоном населення розподілялося таким чином: 24,1 % — особи молодші 18 років, 61,3 % — особи у віці 18—64 років, 14,6 % — особи у віці 65 років та старші. Медіана віку мешканця становила 37,2 року. На 100 осіб жіночої статі у селищі припадало 92,8 чоловіків;  на 100 жінок у віці від 18 років та старших — 89,9 чоловіків також старших 18 років.
Середній дохід на одне домашнє господарство  становив 81 127 доларів США (медіана — 69 301), а середній дохід на одну сім'ю — 80 680 доларів (медіана — 77 799). Медіана доходів становила 55 236 доларів для чоловіків та 53 750 доларів для жінок. За межею бідності перебувало 8,2 % осіб, у тому числі 8,5 % дітей у віці до 18 років та 0,0 % осіб у віці 65 років та старших.
Цивільне працевлаштоване населення становило 3446 осіб. Основні галузі зайнятості: освіта, охорона здоров'я та соціальна допомога — 32,3 %, виробництво — 14,4 %, роздрібна торгівля — 10,6 %, транспорт — 10,2 %.